# GIRLS' ROCK
『GIRLS' ROCK』（ガールズ・ロック）は、デーモン小暮のカバー・アルバム。

## 概要
avex移籍後1枚目のアルバムであり、1980年代から1990年代の女性ロックシンガーの楽曲を、デーモン小暮閣下自身が厳選し、カバーして収録したアルバムとなっている。
初回限定盤には、ミュージック・ビデオ、メイキング映像、オフショットを収録したDVDが付属している。

## 収録曲

### CD（初回限定盤・通常盤共通）
1. 六本木心中
アン・ルイスの1984年の楽曲。
2. Return To Myself
浜田麻里の1989年の楽曲。
フジテレビ『ジャンクSPORTS』エンディング・テーマ[4][5]。
3. My Revolution
渡辺美里の1986年の楽曲。
4. Raspberry Dream
REBECCAの1986年の楽曲。
5. SEVEN YEARS AFTER
PRINCESS PRINCESSの1991年の楽曲。
6. 翼の折れた天使
中村あゆみの1985年の楽曲。
原題は、「翼の折れたエンジェル」。
7. 永遠の一秒
田村直美の1994年の楽曲。
8. TATTOO
中森明菜の1988年の楽曲。
9. DISTANCIA〜この胸の約束〜
杏子の1992年の楽曲。
10. City Hunter〜愛よ消えないで〜
小比類巻かほるの1987年の楽曲。
11. 限界LOVERS
SHOW-YAの1989年の楽曲。

### DVD（初回限定盤のみ）
1. Return to Myself VIDEO CLIP
2. GIRLS' ROCK メイキング